# Ямська Слобода (Новгородська область)
Ямська Слобода (рос. Ямская Слобода) — село у Крестецькому районі Новгородської області Російської Федерації.
Населення становить 909 осіб. Належить до муніципального утворення Крестецьке міське поселення.

## Історія
До 1927 року населений пункт перебував у складі Новгородської губернії. У 1927-1944 роках перебував у складі Ленінградської області.
Орган місцевого самоврядування від 2010 року — Крестецьке міське поселення.

## Населення
| 2010 |
| ---- |
| 909  |